# Roland Fischnaller (sciatore)
Roland Fischnaller (Brunico, 14 giugno 1975) è un ex sciatore alpino italiano.

## Biografia
Discesista originario di Funes e tesserato per il Centro Sportivo Carabinieri, esordì in campo internazionale ai Mondiali juniores di Lake Placid 1994; nel 1995 ottenne il primo podio in Coppa Europa, l'11 dicembre in Val Gardena in discesa libera (2º), e pochi giorni dopo, il 16 dicembre, debuttò in Coppa del Mondo nelle medesime località e specialità (42º). Sempre in discesa libera conquistò l'unica vittoria in Coppa Europa, il 21 gennaio 1999 a Falcade, e l'unico podio in Coppa del Mondo (3º), a Val-d'Isère il 16 dicembre 2000 nella gara vinta da Alessandro Fattori davanti a Kristian Ghedina.
Ai XIX Giochi olimpici invernali di Salt Lake City 2002, sua unica presenza olimpica, si classificò al 17º posto sia nella discesa libera sia nel supergigante; l'anno dopo ai Mondiali di Sankt Moritz, sua unica presenza iridata, terminò al 27º posto la gara di supergigante. Il 27 gennaio 2005 salì per l'ultima volta sul podio in Coppa Europa, a Tarvisio in discesa libera (2º), e il 26 gennaio 2008 prese per l'ultima volta il via in Coppa del Mondo, a Chamonix nella medesima specialità (49º). Si ritirò al termine di quella stessa stagione 2007-2008 e la sua ultima gara fu la discesa libera dei Campionati italiani 2008, disputata il 28 marzo a Bardonecchia e chiusa da Fischnaller al 18º posto.

## Palmarès

### Coppa del Mondo
- Miglior piazzamento in classifica generale: 53º nel 2001
- 1 podio:
  - 1 terzo posto

### Coppa Europa
- Miglior piazzamento in classifica generale: 16º nel 1999
- 5 podi (dati parziali, dalla stagione 1994-1995):
  - 1 vittoria
  - 4 secondi posti

#### Coppa Europa - vittorie
| Data            | Località | Paese  | Specialità |
| --------------- | -------- | ------ | ---------- |
| 21 gennaio 1999 | Falcade  | Italia | DH         |

Legenda:

DH = discesa libera

### South American Cup
- Miglior piazzamento in classifica generale: 22º nel 2005
- 3 podi:
  - 1 secondo posto
  - 2 terzi posti

### Campionati italiani
- 4 medaglie[1]:
  - 1 oro (discesa libera nel 2004)
  - 1 argento (supergigante nel 2003)
  - 2 bronzi (combinata nel 1997; slalom gigante nel 1998)